# Batopedina tenuis
Batopedina tenuis là một loài thực vật có hoa trong họ Thiến thảo. Loài này được (A.Chev. ex Hutch. & Dalziel) Verdc. mô tả khoa học đầu tiên năm 1953.